# The Real Agatha
The Real Agatha è un cortometraggio muto del 1914 diretto da Richard Travers.

## Produzione
Il film fu prodotto dalla Essanay Film Manufacturing Company.

## Distribuzione
Distribuito dalla General Film Company, il film - un cortometraggio di due bobine - uscì nelle sale cinematografiche USA il 9 ottobre 1914.
Viene citato su Moving Picture World del 3 ottobre 1914.